# رافاييل رودريغيز
رافاييل رودريغيز (بالإنجليزية: Rafael Rodriguez)‏ (1946 - ) هو ملاكم أمريكي، صنّف ضمن فئة الوزن المتوسط الخفيف ‏.

## روابط خارجية
- رافاييل رودريغيز على موقع بوكس ريك (الإنجليزية) (registration required)